# Interstate 865
Pour les articles homonymes, voir Route 865.
L'Interstate 865 (I-865) est une autoroute auxiliaire du nord-ouest d'Indianapolis, dans l'Indiana. Il s'agit d'une courte autoroute collectrice de cinq miles (8 km) qui forme un multiplex avec la US 52 sur toute sa longueur. Il s'agissait initialement d'une branche de l'I-465, mais elle a été renumérotée en 2002 pour éviter que l'I-465 ne se croise elle-même.

## Description du tracé
L'I-865 débute à un échangeur avec l'I-65 au nord-ouest d'Indianapolis, près de Zionsville. L'échangeur permet aux automobilistes sur l'I-65 sud d'accéder à l'I-865 est ainsi que de l'I-865 ouest vers l'I-65 nord. Après 4,7 miles (7,6 km), l'I-865 se termine à un échangeur avec l'I-465, lequel continue sa route autour d'Indianapolis.

L'I-865 n'a des échangeurs qu'à ses extrémités. C'est l'une des rares autoroutes n'ayant aucun autre échangeur. D'autres exemples sont l'I-587 à Kingston, New York; l'I-381 à Bristol, Virginie; la future I-222 et l'I-189 dans le comté de Chittenden, Vermont.

## Liste des sorties
| Interstate 865                            |                |      |      |        |                                            | |
| Comté                                     | Municipalité   | mi   | km   | Sortie | Intersections / Destinations               | Notes |
| Boone                                     | Eagle Township | 0,00 | 0,00 | ―      | I-65 nord / US 52 ouest – Gary, Chicago    | Terminus ouest; sortie direction ouest, entrée direction est; terminus ouest du multiplex avec US 52; sortie 129 de l'I-65 |
| Boone                                     | Eagle Township | 4,72 | 7,60 | ―      | I-465 / US 52 est – Indianapolis, Speedway | Terminus est; terminus est du multiplex avec US 52; sortie 25 de l'I-465                                                   |
| - Terminus de multiplex - Accès incomplet |                |      |      |        |                                            | |